# 櫻井優衣
櫻井優衣（日语： Sakurai Yui, 2000年2月21日—）是日本的偶像、模特兒。女子偶像組合・FRUITS ZIPPER的成員。 Pink Babies、MyDearDarlin'、BlooDye和momograci的前成員。ASOBISYSTEM所屬藝人。東京都出身。

## 經歷
2013年10月20日，作為以「繼續唱粉紅淑女的歌曲」的概念結成的唱跳組合・Pink Babies的成員，於在下北沢ガーデン舉行的預出道單獨演唱會披露。2017年4月9日從組合畢業。
於2016年，被選為ミスiD2017的半決賽選手 。
2018年4月28 - 30日，於奈良・M! Nara舉行的「NARA MINARA IDOL FES」活動中，擔任吉田豪的助手。
2018年7月24日，發行第一首單人單曲「恋はレモン色」。
2019年9月20日，公布櫻井會和通過海選的成員們組成FES☆TIVE的姊妹組合。2020年1月4日，組成MyDearDarlin'。但是櫻井於6月5日公布從組合畢業。7月16日，「[MyDearDarlin'単独LIVE]-現体制ラストLIVE-」（新宿BLAZE）後正式畢業。
2020年12月4日，作為新成員加入BlooDye。於2021年8月22日，公布將結束現體制的活動。2022年3月18日，「BlooDye FINAL LIVE 「FUTURE WINGS」」（SHIBUYA PLEASURE PLEASURE）後結束活動。
於2021年4月17日發行單人單曲「僕が君に恋した理由」。
2021年8月，成為雜誌「bis」（光文社）和itSnap的共同項目「bis LEADERS」的第1期成員。
2021年9月25日，公布成為momograci（ex.桃色革命）的期間限定合作成員。本來會於10月1日的TOKYO IDOL FESTIVAL 2021披露目，但因台風的影響而中止。改為於10月3日「momograci 無料単独公演「モグラの穴 vol.22」」（赤羽ReNY alpha）披露。於同年11月28日「momograci 櫻井優衣コラボ終了ライブ」（Shibuya eggman）結束合作。
2021年12月1日，公布成為ASOBISYSTEM所屬藝人。
2022年2月22日，成為ASOBUSYSTEM的新項目・KAWAII LAB. 所製作的偶像組合・FRUITS ZIPPER的成員。同年4月24日，於「FRUITS ZIPPER 櫻井優衣/真中まな/松本かれん 合同生誕祭」（恵比寿CreAto）披露。
是早安家族的粉絲，於採訪中曾說最受到早安家族的影響。

## 作品

### 單人發行作品
- 恋はレモン色（2018年7月24日）
- 僕が君に恋した理由（2021年4月17日）
- ずるい、かわゆい（2024年10月20日）

　　-ずるい、かわゆい
　　-カーストサマーセッション
　　-You,You,You

### 電視劇
- 天久鷹央的推理病歷簿 第7集（2025年6月3日，朝日電視台）飾  餐廳收銀店員

## 引用
1. ↑  . ガジェット通信. 2013-10-22  [2022-05-15]. （原始内容存档于2020-11-23）.
2. ↑  . 音楽ナタリー. 2017-04-20  [2022-05-15]. （原始内容存档于2023-01-10）.
3. ↑  . Miss iD.   [2022-05-15]. （原始内容存档于2023-04-10）.
4. ↑  . 櫻井優衣オフィシャルWEB. 2018-05-02  [2022-11-03]. （原始内容存档于2022-11-03）.
5. ↑  . WEBザテレビジョン. 2019-09-20  [2022-05-15]. （原始内容存档于2023-02-14）.
6. ↑  . 音楽ナタリー. 2020-01-04  [2022-05-15]. （原始内容存档于2023-02-14）.
7. ↑  . MyDearDarlin'オフィシャルブログ. 2020-06-05  [2022-05-15]. （原始内容存档于2023-02-14）.
8. ↑  BlooDye_official [@BlooDyeOfficial].  (推文). 2020-12-04  [2022-05-15] –Twitter.
9. ↑  . Real Sound. 2021-08-22  [2022-05-15]. （原始内容存档于2023-02-14）.
10. ↑  . 2022-03-16  [2022-05-15]. （原始内容存档于2023-02-14）.
11. ↑  . BARKS. 2021-04-02  [2022-05-15]. （原始内容存档于2023-02-14）.
12. ↑  . bis [ビス]. 2021-08-02  [2022-05-15]. （原始内容存档于2023-02-14）.
13. ↑  . momograci（ex.桃色革命）. 2021-09-25  [2022-05-15]. （原始内容存档于2023-05-10）.
14. ↑  momograci（ex:桃色革命） [@momoirokakumei].  (推文). 2021-10-03  [2022-05-15] –Twitter.
15. ↑  . Pop'n'Roll. 2021-12-01  [2022-05-15]. （原始内容存档于2023-02-14）.
16. ↑  . 音楽ナタリー. 2022-02-22  [2022-05-14]. （原始内容存档于2023-02-14）.
17. ↑  ASCII. . ASCII.jp.   [2023-01-20]. （原始内容存档于2023-01-20） （日语）.
18. ↑  . popnroll.tv.   [2023-01-20]. （原始内容存档于2023-01-20）.

## 外部連結
- 官方网站
- 櫻井優衣的X（前Twitter）
- 櫻井優衣的Instagram帳戶